# Bluntautal
Bluntautal är en dal i Österrike.   Den ligger i förbundslandet Salzburg, i den centrala delen av landet, 260 km väster om huvudstaden Wien.
I omgivningarna runt Bluntautal växer i huvudsak blandskog. Runt Bluntautal är det ganska tätbefolkat, med 80 invånare per kvadratkilometer.